# Социализм (фильм)
«Социализм» (фр. Film socialisme) — кинофильм режиссёра Жана-Люка Годара, вышедший на экраны в 2010 году. Премьера фильма состоялась в рамках программы «Особый взгляд» на Каннском кинофестивале 2010 года. Фильм также демонстрировался на кинофестивалях Торонто и Нью-Йорке. Многие эпизоды были сняты на круизном судне «Коста Конкордия».

## Сюжет
Фильм делится на три последовательные части. В первой действие происходит на океанском лайнере, на котором совершают круиз по Средиземноморью пассажиры разных убеждений и национальностей. Во второй журналисты приезжают в дом одной семьи, где дети призывают родителей к ответу по проблемам свободы, равенства и братства. Третья часть посвящена шести местам, с которыми связаны важные моменты европейской и мировой истории, — Египту, Палестине, Одессе, Греции, Неаполю и Барселоне.

## В ролях
- Катрин Танвье — мать
- Кристиан Синниже — отец
- Патти Смит — певица
- Жан-Марк Стеле — Отто Голдберг
- Ален Бадью — философ
- Надеж Боссон-Диань — Констанс
- Квентин Гроссет — Люсьен
- Элизабет Витали — журналист
- Ольга Рязанова — русский агент